# تپه نظام‌آباد
تپه نظام آباد مربوط به دوران‌های تاریخی پس از اسلام است و در شهرستان نقده، روستای نظام آباد واقع شده و این اثر در تاریخ ۱ آذر ۱۳۴۴ با شمارهٔ ثبت ۴۸۳ به‌عنوان یکی از آثار ملی ایران به ثبت رسیده است.